# K-os
Kevin Brereton, plus connu sous le nom de K-os, est un rappeur et musicien canadien, né le 20 février 1972 à Toronto en Ontario. Son nom de scène est un diminutif de « Knowledge Of Self ». Sa musique intègre un large éventail de genres, y compris le rap, le funk, le rock ainsi que le reggae.
K-os se fait connaître avec le single Musical essence, sorti en 1994. Après la sortie d'un deuxième single Rise like the sun en 1996, il se retire de l'industrie, se disant mécontent de son style musical. Il réapparait brièvement en 1999 avec son premier album Exit, repoussé en 2002. L'album reçut alors de bonnes critiques et se vendit relativement bien. En 2004, K-os sort un deuxième album, Joyfull Rebellion, qui devient disque de platine. En 2006 paraît un troisième album, intitulé Atlantis: Hymns For Disco. En 2009, K-os annonce la sortie d'un nouvel album Yes.
Dans une interview lors du Festival d'été de Québec, on apprend que le chanteur est le cousin de Gregory Charles.
En 2014 Son titre "Man I Used to be" est utilisé dans une publicité de Bmw.

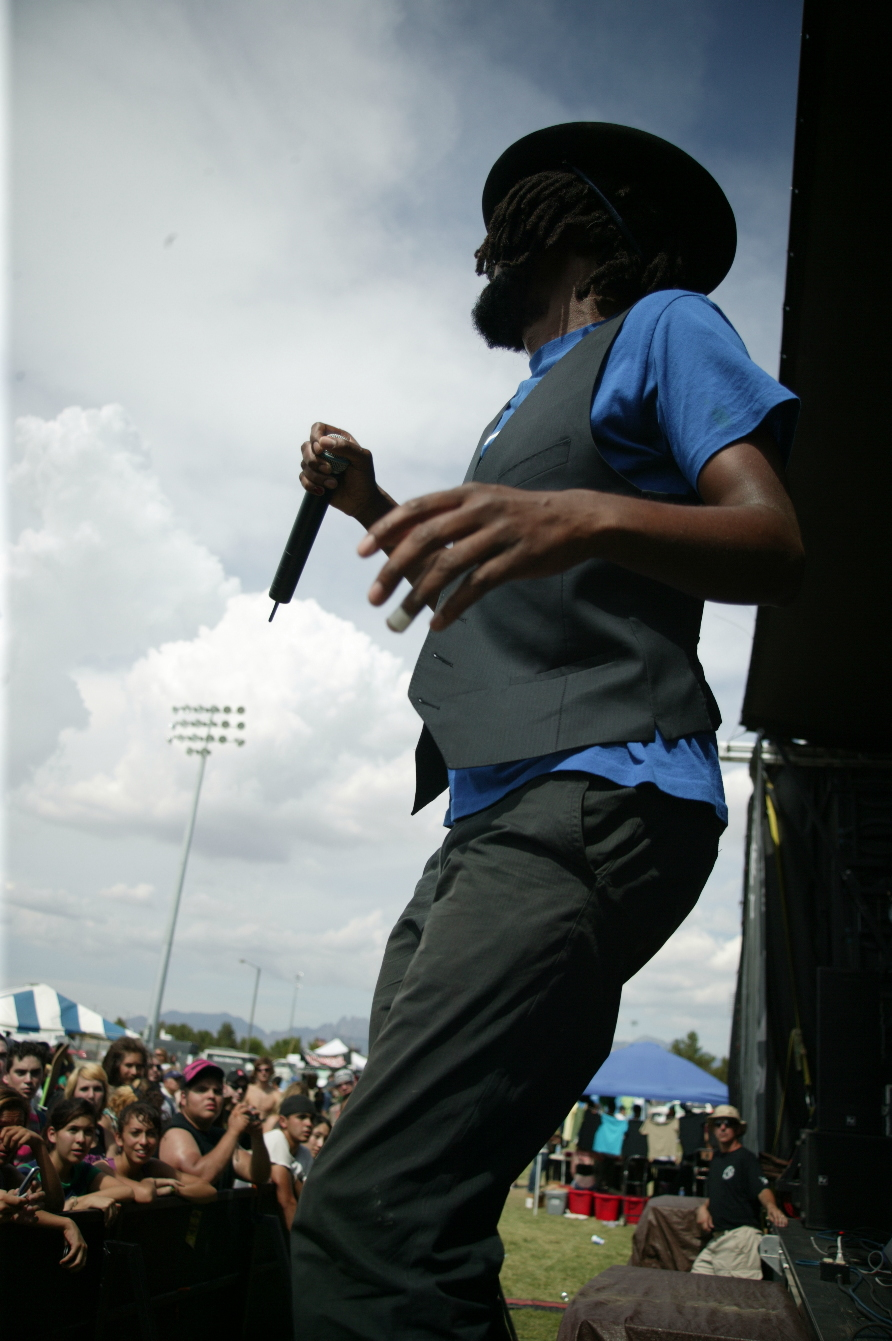
K-Os au Warped Tour '07

## Discographie

### Collaborations
- Fooling You (2002) - DJ Mehdi feat. K-os
- Get Yourself High (2003) - Chemical Brothers feat. K-os

### DVD
- Publicity Stunt (2005)